# Marina Aleksandrova
Marina Andrejevna Poepenina (Russisch: Марина Андреевна Пупенина) (Kiskunmajsa, 29 augustus 1982) beter bekend onder haar artiestennaam Marina Aleksandrova (Russisch: Марина Александрова), is een Russische actrice die geboren is in Hongarije.